# Сантуш, Нуну (футболист, 1995)
Ну́ну Миге́л Го́меш душ Са́нтуш (порт. Nuno Miguel Gomes dos Santos; 13 февраля 1995 года, Трофа, Португалия) — португальский футболист, вингер клуба «Спортинг (Лиссабон)».

## Клубная карьера
Нуну начал заниматься футболом в восемь лет. За детские и юношеские годы сменил множество ведущих академий, таких как академия «Порту» и «Риу Аве». Выпустился из академии «Бенфики» в 2014 году и стал играть за вторую команду, будучи одним из основных атакующих игроков. 30 августа 2014 года дебютировал в португальской Сегунде поединком против ковильянского «Спортинга». Всего за сезон провёл 36 встреч, в которых отличился восемь раз.
Сезон 2015/16 игрок также начал во второй команде, однако стал привлекаться к тренировкам с основой. 11 сентября 2015 года он дебютировал в чемпионате Португалии в поединке против «Белененсиша», выйдя на замену на 72-й минуте вместо Николаса Гайтана.
Летом 2016 года игрок был отдан в аренду в «Виторию (Сетубал)».

## Карьера в сборной
Являлся постоянным участником юношеских и молодёжных страны различных возрастов. Принимал участие в чемпионате Европы 2014 года среди юношей до 19 лет, где Португалия дошла до финала, однако сам принимал участие только в игре против сверстников из Израиля. Принимал участие в чемпионате мира 2015 года среди молодёжных команд, где Португалия оступилась в четвертьфинале. На турнире сыграл в четырёх встречах.
Был включён в состав олимпийской сборной для участия в Олимпиаде в Рио-де-Жанейро, но незадолго до старта турнира был заменён на Пите.

## Достижения
«Бенфика»
- Чемпион Португалии: 2015/16

«Спортинг»
- Чемпион Португалии (3): 2020/21, 2023/24, 2024/25
- Обладатель Кубка Португалии: 2024/25
- Обладатель Кубка португальской лиги (2): 2020/21, 2021/22
- Обладатель Суперкубка Португалии: 2021